# Таймазов, Артур Борисович
Арту́р Бори́сович Тайма́зов (узб. Artur Borisovich Taymazov; род. 20 июля 1979, Ногир, Северо-Осетинская АССР) — российский политический деятель, осетинский борец вольного стиля, выступавший за сборную Узбекистана. Депутат Государственной думы Федерального Собрания Российской Федерации VII созыва, член Комитета Государственной Думы по экологии, природным ресурсам и охране окружающей среды, бывший заместитель председателя Комитета ГД РФ по физической культуре, спорту, туризму и делам молодёжи. Экс-секретарь Северо-Осетинского регионального отделения партии «Единая Россия».
Олимпийский чемпион 2004 года, серебряный призёр Олимпийских игр 2000 года, двукратный чемпион мира (2003, 2006), двукратный чемпион Азии (2000, 2011), трёхкратный чемпион Азиатских Игр (2002, 2006, 2010).
Из-за поддержки российско-украинской войны — под персональными международными санкциями всех стран Европейского союза, Великобритании, Соединенных Штатов Америки, Канады, Швейцарии, Австралии, Японии, Украины, Новой Зеландии.

## Биография
Родился 20 июля 1979 года в Северной Осетии в селе Ногир, пригороде Владикавказа. Вместе со своими братьями занимался тяжелой атлетикой и вольной борьбой. Первым тренером Таймазова по вольной борьбе был Апаев Хасан Владимирович. Затем его личным тренером стал Казбек Магометович Дедегкаев, трижды становившийся лучшим тренером мира. Старший брат Артура, Тимур Таймазов, олимпийский чемпион 1996 года по тяжёлой атлетике в составе сборной Украины, дважды побеждал на чемпионате мира.
В 2004 году окончил Северо-Осетинский государственный университет им. К. Л. Хетагурова, в 2009 году — Горский государственный аграрный университет.

## Спортивная карьера
В 1998 году Таймазов стал победителем Всемирных юношеских игр. Участвуя в молодёжных турнирах по вольной борьбе, Артур постепенно прогрессировал, приближаясь к своей заветной цели.
В январе 2000 года Артур стал бронзовым призёром чемпионата России в категории до 97 кг, что не позволило ему пройти отбор на Олимпиаду в Сидней. После этого Артур принял решение о смене спортивного гражданства (он стал выступать за Узбекистан) и переходе в весовую категорию до 130 кг. В мае 2000 года Таймазов выиграл чемпионат Азии и это дало ему возможность попасть в число участников Олимпийских игр. На Играх в Сиднее Таймазов стал серебряным призёром, уступив в финале своему земляку и одноклубнику Давиду Мусульбесу. В 2001 году на чемпионате мира в Софии Артур вновь удостоился серебряной медали, проиграв в финале все тому же Мусульбесу. Примечательно, что в том же году, являясь на международном уровне представителем Узбекистана, Артур Таймазов участвовал в чемпионате России под флагом Северной Осетии, где выиграл золотую медаль. В 2002 году Таймазов стал победителем Азиатских игр в Пусане. В 2003 году в весовой категории до 120 кг Артур впервые в своей карьере завоевал золото чемпионата мира.
Спустя четыре года после своей первой Олимпиады, на Олимпийских играх в Афинах Таймазов завоевал золото главного старта четырёхлетия. В 2006 году во второй раз выиграл золото чемпионата мира, а затем и Азиатские игры в Дохе. В 2007 году на чемпионате мира в Баку Артур стал бронзовым призёром турнира, уступив в полуфинальной встрече кубинцу Алексису Родригесу. В 2008 году Таймазов в третий раз в своей карьере отправился на Олимпийские игры. В финале Таймазов одолел российского борца Бахтияра Ахмедова.
2009 год для Таймазова был не соревновательным, поскольку спортсмен накопил достаточное количество травм, которые нуждались в хирургическом вмешательстве. 2010 год также стал для Артура не самым успешным: на чемпионате мира в Москве Таймазов с минимальным счётом уступил в финальной встрече Билялу Махову. В 2011 году стал победителем чемпионата Азии.
В 2012 году, на Олимпийских играх в Лондоне Артур Таймазов завоевал золотую медаль, став (на тот момент) самым титулованным борцом вольного стиля в истории Олимпийских игр.

## Допинг
5 апреля 2017 года Международный олимпийский комитет лишил Таймазова золотой медали Игр 2008 года, где он выступал под флагом Узбекистана, в связи с наличием в его пробах допинга — туринабола и станозолола.
23 июля 2019 года МОК сообщил, что Артур Таймазов лишен золотой медали и Олимпийских игр 2012 года в вольной борьбе в весовой категории до 120 кг в результате перепроверки допинг-проб. В допинг-пробе Таймазова, выступавшего на Играх в составе сборной Узбекистана, новыми методами было обнаружено запрещённое вещество туринабол.
Таким образом Артур Таймазов стал первым в истории борцом, лишенным двух золотых олимпийских медалей.

## Политическая карьера
В апреле 2016 года Артур Таймазов подал заявку на участие во внутрипартийном голосовании «Единой России» перед выборами в Государственную Думу Федерального Собрания Российской Федерации седьмого созыва. В ходе предварительного голосования 22 мая 2016 года Артур Таймазов получил 46 тысяч 752 голоса избирателей.
26 июня 2016 года XV съезд партии «Единая Россия» утвердил кандидатуру Артура Таймазова на выборы в Государственную Думу Федерального Собрания Российской Федерации VII созыва по Северо-Осетинскому одномандатному округу № 25.
Затем трёхкратный (на тот момент) олимпийский чемпион, член партии «Единая Россия» Артур Таймазов выдвинул свою кандидатуру для участия в выборах в Государственную Думу Федерального Собрания Российской Федерации и 3 августа 2016 года получил удостоверение кандидата.

## Законотворческая деятельность
С 2016 по 2019 год, в течение исполнения полномочий депутата Государственной Думы VII созыва, выступил соавтором 10 законодательных инициатив и поправок к проектам федеральных законов.

## Достижения
- Олимпийский чемпион 2004
- Серебряный призёр Олимпийских игр 2000 года в Сиднее;
- Двукратный чемпион мира (2003, 2006);
- Трёхкратный призёр чемпионатов мира (Серебро — 2001, 2010; Бронза — 2007);
- Двукратный чемпион Азии (2000, 2011);
- Трёхкратный победитель Азиатских игр (2002, 2006, 2010).

## Международные санкции
Из-за поддержки российской агрессии и нарушения территориальной целостности Украины во время российско-украинской войны находится под персональными международными санкциями разных стран.
23 февраля 2022 года внесён в санкционные списки стран Евросоюза за действия и политику, которые подрывают территориальную целостность, суверенитет и независимость Украины и еще больше дестабилизируют Украину.
24 февраля 2022 года включён в санкционный список Канады «близких соратников режима» за голосование о признании независимости «так называемых республик в Донецке и Луганске».
24 марта 2022 года, на фоне вторжения России на Украину, включён в санкционный список США за «соучастие в войне Путина» и «поддержку усилий Кремля по вторжению в Украину», Госдеп США заявил что депутаты Госдумы используют свои полномочия для преследования инакомыслящих и политических оппонентов, нарушают свободу информации, ограничивают права человека и основные свободы граждан России.
По аналогичным основаниям, с 11 марта 2022 года находится под санкциями Великобритании. С 25 февраля 2022 года находится под санкциями Швейцарии. С 26 февраля 2022 года находится под санкциями Австралии. С 12 апреля 2022 года находится под санкциями Японии. Указом президента Украины Владимира Зеленского от 7 сентября 2022 находится под санкциями Украины. С 3 мая 2022 года находится под санкциями Новой Зеландии.

## Награды
- Медаль «Знак Славы» (РСО-Алания)[источник не указан 930 дней]
- Заслуженный спортсмен Республики Узбекистан (2002)[21]
- Почётное звание «Узбекистон ифтихори» (2004)[22]
- Орден «Буюк хизматлари учун» (Узбекистан, 2008 год)[23]
- Орден «Эл-юрт Хурмати» (Узбекистан, 2012 год)[24]
- Орден «Слава Осетии» (РСО-Алания, Россия, 2012 год)[25]
- Орден Почёта — Указ Главы РЮО (2015)
- Знак отличия «За заслуги перед Республикой» III степени (Донецкая Народная Республика, Россия, 28 марта 2023 года)[26]